# Jamhuri FC
El Jamhuri FC es un equipo de fútbol de Zanzíbar (Tanzania) que juega en la Segunda División de Zanzíbar, la segunda liga de fútbol más importante de esta región tanzana.

## Historia
Fue fundado en el año 1953 en la isla de Pemba con el nombre Albalaghashi, el cual utilizaron hasta 1964, cuando lo cambiaron por el que usan actualmente. Cuenta con una rivalidad local con el Mwenge SC por estar localizados en Wete, la segunda ciudad más grande del territorio. Es también el único equipo de Pemba en haber sido campeón de la Primera División de Zanzíbar y ha ganado la Copa Mapinduzi en 1 ocasión en 2 finales jugadas.
A nivel internacional ha participado en 2 torneos continentales, en donde nunca ha podido superar la Ronda Preliminar.

## Palmarés
- Primera División de Zanzíbar: 1

2003
- Copa Mapinduzi: 1

1998
- - Finalista: 1

2012

## Participación en competiciones de la CAF
| Temporada | Torneo                       | Ronda      | Club            | Casa | Visita | Global |
| --------- | ---------------------------- | ---------- | --------------- | ---- | ------ | ------ |
| 2012      | Copa Confederación de la CAF | Preliminar | Hwange FC       | 0-3  | 1-4    | 1-7    |
| 2013      | Liga de Campeones de la CAF  | Preliminar | Saint-George SA | 0-3  | 0-5    | 0-8    |

## Jugadores destacados
- Ali Badru